# Erik Vink
Erik Vink (Deurne, 1951) is een Nederlands journalist en schrijver uit een geslacht van toneelspelers. Zijn ouders waren Peter Vink, journalist, schrijver en theater- en bioscoopexploitant in Deurne, en Leny Vink-van Hulst.
Hij studeerde in 1973 af aan de School voor Journalistiek en begon zijn carrière als redacteur-verslaggever bij het Eindhovens Dagblad. Daarna trok hij letterlijk de wijde wereld in: eerst naar het Midden-Oosten, vervolgens naar Afrika, waar hij langere tijd woonde. Vervolgens kwamen Amerika en Azië aan de beurt. Uit al deze werelddelen bracht hij verslag uit in talloze krantenartikelen en evenzoveel verhalen. Zijn reportage over de Ugandese burgeroorlog maakte destijds grote indruk. Later bezocht hij onder meer de Brabantse emigranten in Australië en Nieuw-Zeeland.
Na een studie Nederlands aan de Katholieke Universiteit Nijmegen ging hij zich aan het echte schrijfwerk wijden. Dat resulteerde in 2002 in de Literatuurprijs Helmond, en in 2004 in de Raadselige Roos van het Literair Café Venray. Als toneelschrijver brak Vink, tevens theaterrecensent, dat jaar ook door met 'Anna': een grote jubileumproductie van de Helmondse toneelgroep Genesius die duizenden bezoekers trok. In 2007 werkte hij aan het grote stuk Babylon over de elitestrijd in Deurne in de Tweede Wereldoorlog. Het stuk werd opgevoerd in het park achter het Deurnese Groot Kasteel.
Verhalen en gedichten van Erik Vink zijn gebundeld in 'Denkbeeldig Dromenboek', een uitgave van De Vrije Heerlijkheid met illustraties van Lego Lima. Bij dezelfde uitgever verscheen najaar 2013 de roman 'Het Dorp', met jeugdherinneringen aan zijn geboorteplaats. 
- Nederlandse Thesaurus van Auteursnamen: 401870170
- Virtual International Authority File: 2936147270459035700007
- WorldCat: E39PBJyhbrxMyTyVY7jg9ck7HC